# Hrytsko Hryhorenko

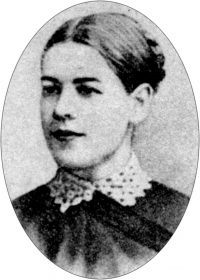
Hrytsko Hryhorenko

Hrytsko Hryhorenko era o pseudónimo de Oleksandra Sudovshchykova-Kosach (março de 1867, Makariev, província de Kostroma – 27 de abril de 1924, Mogilev ou Kiev), que foi uma jornalista e escritora ucraniana.

## Biografia
Filha de Yevhen Sudovshchykov, um professor russa, e de Hanna Khoynatska, ela nasceu no norte da Rússia, onde os seus pais foram exilados pelas suas actividades pró-ucranianas. Após a morte do seu pai em 1868, ela voltou com a sua mãe para Kiev. Ela foi educada lá e juntou-se a um grupo literário, os Pleyada (os Pleaides), que estudava literatura ucraniana e traduzia autores estrangeiros para o ucraniano.
Ela escreveu poesia em ucraniano, russo e francês. Ela também traduziu escritores ucranianos para o francês, e também escritores suecos e ingleses para o ucraniano. Em 1893, ela casou-se com Mykhaylo Kosach. Ele foi forçado a mudar-se para a Estónia para continuar os seus estudos por causa das suas opiniões políticas, então Oleksandra e a sua mãe mudaram-se para Tartu . Lá ela começou a escrever prosa e publicou a sua primeira coleção de histórias Nashi lyudy na seli (As vidas dos nossos camponeses] em 1898.
Em 1901, eles voltaram para Kharkiv, onde o seu marido tornou-se professor na Universidade de Kharkiv . Ele morreu dois anos depois. Ela então mudou-se para Kiev com a sua filha. Ela então formou-se em direito e trabalhou num tribunal e também se envolveu com o movimento das mulheres.
Algumas das obras de Hrytsko Hryhorenko foram traduzidas para o inglês e compreendem as coleções From Heart to Heart (1998) e Warm the Children, O Sun (1998).